# 京王2700系電車
京王2700系電車（けいおう2700けいでんしゃ）は、1953年（昭和28年）に登場した京王帝都電鉄京王線用の通勤形電車。

車体に緑色塗装が施されていたことから、京王部内・部外問わず、「グリーン車」の通称で呼ばれていた車両の一形式であり、日本で初めて高張力鋼を使用した軽量車である。

## 登場経緯
1948年（昭和23年）6月に大東急から分離独立して発足した京王帝都電鉄は、京王線の本格的な高速鉄道への脱皮のため設備改良を実施、1950年5月20日より戦前からの14m車による3両編成運転を開始、8月には車幅はやや狭いが車体長を16mとした2600系の導入と段階的に改良を進めた。
そして車幅は2600系とほぼ同じであるが、車体長は17メートルに延ばした大型車として、1953年3月に導入したのが本系列である。

## 車両概説
本系列は3形式あわせて43両が製造された。
デハ2700形奇数番号車が新宿方に運転台、偶数番号車が八王子方に運転台のある制御電動車。24両製造。
クハ2770形奇数番号車が八王子方に運転台、偶数番号車が新宿方に運転台のある制御車。14両製造。
サハ2750形中間に挟まれる付随車。全て中型車の更新名義となっているが、車体は新製されており、流用されたのは台車だけである。5両製造。
下記に説明する内容は1次車の製造当時を基本とする。2次車以降の変更点は増備途上での変更として記載する。

### 車体
前面は2600系の非貫通3枚窓から、非貫通2枚窓の湘南形に変更された。前照灯は窓上中央に1灯大型白熱灯が搭載され、幕板部左右には尾灯が配された。側面は2600系同様1,100 mm幅の片開き3扉だが、横幅1,000 mmの大型側面窓を採用したために窓配置が変更され、先頭車がd1D3D3D2、中間車が2D3D3D2となった。これは京王で5000系まで踏襲されただけでなく、他の関東私鉄でも同様の窓配置の車両が頻出した。それらの車両を総称して趣味者は『関東タイプ』『新関東型』と呼んだが、京王含め本系列をそのはしりと位置付ける向きもある。
当時京王線は軌道施設の許容軸重が10トン以内と、軌道線並みの規格をまだ脱していなかったが、電動車に高張力鋼を採用することで車両軽量化を図り、車体の大型化を実現した。1次車は後述する通り初の試みということで、デハ2701 - 2704は台枠など骨組みのみの採用であったが、デハ2705と2706は車体全体に使用。日本車輛の製造当時の発表によれば、この2両は基本的に材料変更のみで、台車込み4トンの軽量化を達成している。
塗装は登場当時の標準色であったダークグリーンに塗られていた。

### 内装
車内はロングシートで、シート長は運転席側が1,100 mm、ドア間3,300 mm、連結面側2,400 mm。連結面側貫通路は幅800 mmで扉付きとなっている。半鋼製車のため内装はラワン材などが用いられており、側妻や仕切壁はニス塗、天井は白色エナメル仕上げ、床には耐久性・耐水性に優れたアピトン材が、二重張りで用いられている。室内灯は当時標準だった白熱灯で、片側に6個ずつ2列で配置した。

### 主要機器
2600系同様、架線電圧の1500Vへの昇圧も視野に入れ、主電動機は1500V用であるTDK553/4-CMを採用、制御器は電動カム軸式ES-556Aを採用した。どちらも東洋電機製で、駆動方式は吊掛駆動である。集電装置はパンタグラフで、デハ2700形の運転台側に装備された。
台車についてはデハ2701 - 2704は流用品のD-16Aを装着、デハ2705、2706は国鉄DT20形台車と軸箱などの基本構造が共通で、台車枠に高張力鋼を使用し、側面に複数の穴が開いているのが特徴のオールコイルばね台車NAｰ4を採用。サハはデハ2000系（初代）の更新名義で作られたため、車籍元の使用していた雨宮製作所製の板台枠リベット組み立ての釣り合い梁式台車を履いていた。
制動装置（ブレーキ）は、AMA元空気溜管式空気ブレーキが採用されたほか、非常用として手ブレーキを併設した。

### 増備途上での変更
1次車（1953年製造
デハ2701 - 2706（日本車輌製造東京支店製）、サハ2751 - 2753（東急車輛製造製）の9両。Mc-T-Mcの3両編成を組んで登場。デハ2705と2706の2両には試験的に誘導無線が採用された。誘導無線の実用化は1954年で、京王の導入は阪神電気鉄道と並んで日本で最初の例である。連結器は柴田式自動連結器を採用していた。
2次車（1953年製造）
デハ2707 - 2714（日車製）、デハ2715 - 2720（東急製）の14両。全面的に高抗張力鋼を使用しているほか、側窓まわりが大きく変化し、上段がHゴム支持・下段がアルミ窓枠にHゴムで固定というスタンディー・ウィンドウ（いわゆるバス窓）を採用、補強のため車体の幕板部・窓中央・窓下の3か所に横方向のリブが入った。内装はニス塗を止めてデコラ張に変更したが、床はデハ2713と2715がリノリウム張りになった以外は木製。台車は日車製は1次車で採用されたNA-4の改良型であるNA-4Aを、東急製はNA-4からオイルダンパを取り払ったような構造のウィングばね台車・TS-101を履く。連結器は日本製鋼所の密着自動連結器に変更された。なお、このグループの車番表記から、その後長く京王で使われた、独特の角ばった自体が採用されている。
3次車（1954年製造）
クハ2771 - 2777の7両で全て東急製。2次車と車体上の差は少ないが、横方向に入ったリブが幕板部・窓下の2か所と2次車に比べて1本少ない。また前面下部に急行灯が設置され、これは既存車にも追設された。パンタグラフ台座の準備はされなかったものの、将来の電装化を見越して高抗張力鋼で製造されたため、重量はわずか22トン。台車も電動車化できるよう、2次車東急製の改良型であるTS-101Aである。
4次車（1956年製造）
デハ2721 - 2724、クハ2778 - 2784の11両で全て東急製。このグループから車体色がより明るいライトグリーンに変更され、側窓はHゴム支持ながら、上段・下段ともに上昇式となった。誘導無線を本格的に装備したほか、低圧電源用として100Vバッテリーを搭載、客室灯が蛍光灯となった。台車はデハがTS-101B、クハは電装化を想定しない付随台車で、1955年にサハ2110形のサハ化改造時に老朽台車交換のため作られた台車（TS-103）と同系統のTS-103A。
5次車（1962年製造）
サハ2754 - 2755の2両で当時碑文谷にあった東横車輛工業製。2010系2次車に準じた全鋼製車体で製造されており、貫通路も2010系に合わせた1,250 mmの広幅で室内もデコラ貼りとなっている。車籍上はサハ2117，2118の更新扱いで、台車は車籍元が1955年に交換していたTS-103を流用している。このサハと連結するデハ2707、デハ2708は貫通路を広幅に改造して4両編成を組んだ。

## 主な改造

### 台車換装
1956年から1958年にかけてデハ2701 - 2704はD-16A台車をクハ2771 - 2773、2776のTS-101A台車と交換し、サハ2751 - 2753の雨宮製台車も東急製の新造台車TS-306Bに置き替えられている。
その後、昇圧改造されたデニ201などへのD-16A供出や、後述する5070系（1967 - 1968年にかけて5100系へ改番）への電装品・台車流用及びサハ2500・2550形への転用、その後の5000系・5070系向け新造台車に伴う振替に際し、クハや転用されたサハは中型車の廃車発生品である釣り合い梁式台車などを一時装着していたり、デハ2700形でも台車振り替えが行われるなど、各車両間での交換が多数行われた。
2700系として残ったグループの台車は、最終的に日本車輛製のNA-4系と東急車輛製のTS-101及び103系という3種にまとめられ、転用改造が終わった1972年の時点で、
- デハ2701、2702、クハ2776、2777：TS-101・TS-101A[注釈 19]
- デハ2703 - 2712：NA-4・NA-4A
- クハ2772 - 2775、2778 - 2782：TS-103・TS-103A

となっている。しかしその後もデハ2706が台車をTS-101系に交換するなど、最末期まで台車交換は続いた。

### 新宿駅地下化と1500V昇圧に伴う改造
1963年4月に京王線新宿駅が地下化され、8月には架線電圧が1500Vに昇圧された。2700系に対しては前年1962年の夏から対応工事を実施された。
- デハ2700形のパンタグラフを連結面側に移設。旧来のパンタ台は撤去・整形され、ベンチレーターが設けられている。理由は車体外に取り付けている高圧母線を連結面側に移設することと、さらに奇数車（新宿側先頭車）は2600系やデハ2050形と同様に新宿地下駅終端部での過走による火災事故防止のため[42]。
- 不燃化のため、電動車デハ2700形は床を鋼板化・ロンリウム貼りに変更。
- ヘッドライトを2灯化。デハ2701 - 2710とクハ2771 - 2784はシールドビーム2灯化[43][8][44][45]されたが、デハ2711 - 2724はシールドビーム2灯化された車両[45]と、経費節減のために他の車両から外された大型白熱灯と並べて2灯化されたもの[46][47]と2つの形態に分かれた[注釈 21]。
- 1～3次車について、4次車と同様に誘導無線装備、低圧電源用100Vバッテリー搭載、客室灯の蛍光灯化を実施。なお誘導無線を試験導入していたデハ2705 - サハ2753 - デハ2706の3両はすでにこれらの改造を実施済みであった[48]。
- 昇圧対策にデハ2700形に電圧転換装置を設置。昇圧工事終了後には取り外し、その場所に弱め界磁制御器を取り付けた。この改造で制御器名称はES-556Bとなった。
- 新宿 - 笹塚間の軌道改良・複線間隔拡大工事完了に伴い側窓の保護棒撤去。

パンタグラフの移設とヘッドライトの2灯化は順次行われたため、パンタグラフ移設前に昇圧を迎えた車両や、デハ2712や2719のようにパンタグラフは移設したものの、ヘッドライト1灯のまま昇圧後も営業運転していた車両も存在した。

### ブレーキのHSC化
1967年から京王線は自動列車停止装置（ATS）の設置を開始した。それに伴い車両側の応答速度を上げる目的で、2600系以降のグリーン車もATSが全線で使用されるようになった1969年までに、ブレーキをAMAから電磁直通ブレーキ（HSC）に改造した。

### サハ2500系への転用改造
京王は新宿 - 初台間地下化と1500Vへの昇圧、それに伴う車両新造や設備増強などの投資を実施していたため、デハ2011 - 2022・2061 - 2072の編成までのサハは新造費用を抑えるべく、昇圧困難な京王電軌時代からの14m級中形車を電装解除して編成していた。しかし京王社内でスモールマルティー（○に小文字tを入れる。以下ⓣ）と呼称されていたこれらの車両は昭和初期製の車両も多く、車体の狭さや乗り心地にも問題があったため、早期の更新が求められていた。
そこで京王は2000系グループ並みの車体を持つ中間サハ、通称ラージマルティー（○に大文字Tを入れる。以下Ⓣ）合計24両を、昇圧後の1963年から1969年にかけて投入しⓣを代替したが、うち20両は2700系を改造して充当している。これは下記するように昇圧と同時に登場した5000系の増備計画とも関連し、台車や電装品流用など複雑な動きを伴うものとなった。
- 5000系の増結用2両編成の5070系のうち、1963年から1966年にかけて製造された12編成に2700系から各種機器を流用。
  - デハ5071 - 5082（→デハ5101 - 5112）：デハ2713 - 2724を電装解除し、主電動機をはじめとした電装品（電動発電機以外）とパンタグラフを流用。流用する台車は種車に関わらずTS-101系に統一している。
  - クハ5771、5772、5774（→クハ5851、5852、5854）[37]もしくはクハ5774 - 5776（→クハ5854 - 5856）[注釈 22]：サハ2751 - 2753のTS-306B台車を流用。
- 電装解除された元デハや台車を供出したクハ、更にTS-101系台車を履いていた車両の一部は、1500V昇圧で廃車された中型車の発生品[注釈 23]やサハ2650形のTR-11Aなどに台車を交換[注釈 24]。
- 元々中間車であるサハ2750形5両に加え、電装解除された元デハ2700形12両と、クハ2770型のうち3両を2010系のサハⓉに改造し、中型車改造サハⓣを代替。デハ2700形のうち5両はまずは電装解除のみを実施して一旦クハ2770形に編入、後にサハ化されている。
- 中型車由来の台車のうち、京王電軌時代からのものは老朽化が進んでいたため、1966年以降に5070系やⓉ向けに空気ばね台車を新造した際に[注釈 25]玉突きで交換して淘汰[注釈 26][23]。

先頭車から中間サハへの改造は、湘南形の運転台部分の鋼体を撤去し、台枠いっぱいまで切妻型客室を延長し、両側に広幅貫通路を設けている。この際車体にリブのあるグループはリブの延長も行われており、旧デハ2700形の改造車の旧パンタ台部分にベンチレーターが増設されていないことを除けば、サハ2750形の改造車と区別が困難である。

### 長編成化に伴う中間車化
他系列への転用が終わった1970年、2010系との6両編成の際に中間に組み込まれるようになった車両のうち、デハ2706以降の偶数番号車と、2700系単独で編成を組む際に中間になっていたデハ2703・デハ2704に対し、中間車化改造が行なわれた。目的は運転台を客室化することで収容人数の増加や、貫通化することで乗客の移動や車掌の車内巡視強化などを図れるため。工事内容は上記の中間サハ改造とほぼ同じであるが、2700系同士の貫通路については広幅化されていない。

### その他
乗客数増加による混雑で生じた窓ガラス破損対策として、1957年製の2000系以降で採用が始まった強化ガラス装備のアルミサッシは、2700系を含めた在来車でも採用され、戸袋内窓・反戸袋側下窓・側下窓の順で交換が進められた。
軽量化のために高張力鋼で材料の寸法を下げるといった手法で作られた本系列は、2次車から4次車については外板のリブが目立つ特徴だった。しかし薄い外板は傷みが目立ち、さらに京王線の規格向上でそこまで軽量化を追い求める必要がなくなったことから、後年サハ2500，2550に改造された車両も含め、外板が交換された車両は、リブが下段一本だけになるなどの変化が生じている。
また京王線の車両規格の拡大が進み、1964年製造の5000系第7編成より台枠上面幅2700mm、1972年（昭和47年）登場の6000系では都営新宿線乗り入れ用定規で台枠上面幅2780mmと、車体幅が順次拡張されたため、2700系もホーム戸の隙間を埋めるステップ幅を順次拡大した。

## 沿革

### 登場から新宿駅地下化前まで
1次車はMc-T-Mcの3両編成を組んで登場したが、当時京王線は設備改良工事の真っただ中であり、2600系の3両編成同様新宿駅 - 千歳烏山駅の運用で使用された。登場から半年以上たった1953年12月10日、調布駅が東へ300メートル移転して、京王多摩川駅に向かう分岐の急曲線上のポイントが廃されたことで、本線の府中駅と多摩川支線の京王多摩川駅まで運用できるようになった。
そのためか2次車はMc-Mcの2両編成で運用を開始したが、沿線人口の増加によりラッシュ時の収容力不足を露呈し、1954年1月25日よりデハ2707 － デハ2708編成以外の2次車12両について、急遽編成をデハ2700形3両（新宿方1両はパンタグラフを下してクハ扱い）に組み直した。同年11月にはクハ2770形が導入されたためこの暫定編成は解消され、2次車はラッシュ時はMc-Mc-Tc、もしくはMc-Tc-Mcの3両、閑散時Mc-TcまたはMc-Mcという2両編成での運用となった。
駅設備の充実、そして沿線人口の急増に応える形で、京王線では1955年10月のダイヤ改正で新宿 - 東八王子間を急行でそれまでより6分短縮した53分で結び、その急行も2700系の3両編成が主力となった。そして4次車が増備された1957年（昭和32年）1月21日のダイヤ改正より、朝夕のラッシュに新宿 - 高幡不動間での急行の4両編成での運用が、さらに2000系導入後の同年末には全線で大型車の4両編成運転が始まった。これに合わせて2700系は2次車以降の編成を組みなおし、おおよそ下記のような編成にまとまった。
|          | ← 新宿東八王子 → |                |                |
| 形式     | デハ2700         | サハ2750       | デハ2700       |
| 区分     | Mc               | T              | Mc             |
| 車両番号 | 2701 2703 2705   | 2751 2752 2753 | 2702 2704 2706 |

|          | ← 新宿東八王子 → |           |
| 形式     | デハ2700         | デハ2700  |
| 区分     | Mc               | Mc        |
| 車両番号 | 2707 2709        | 2708 2710 |

|          | ← 新宿東八王子 →                   |                                    |                                    |                                    |
| 形式     | デハ2700                           | クハ2770                           | クハ2770                           | デハ2700                           |
| 区分     | Mc                                 | Tc                                 | Tc                                 | Mc                                 |
| 車両番号 | 2711 2713 2715 2717 2719 2721 2723 | 2771 2773 2775 2777 2779 2781 2783 | 2772 2774 2776 2778 2780 2782 2784 | 2712 2714 2716 2718 2720 2722 2724 |

デハ2707 - 10は、閑散時に2両編成で運用される以外にも、ラッシュ時に分割して2600系・2700系1次車の3両編成に1両ずつ増結する運用がされた。また2700系単独のMc-Tc＋Mc-Tcという4両編成は閑散時は2両単独で走行し、さらに分割できることを活かして休日の競馬・競輪ファン輸送に対応した前2両が府中競馬場正門前駅行、後ろ2両が京王多摩川駅行という運用にも就いた。
1962年（昭和37年）1月に5次車サハ2両が導入されると、デハ2707と2708がその2両を組み込んで4両編成化され、デハ2705他の3両編成が、サハ2752を組み込んで同じく4連を組んだ。
|          | ← 新宿東八王子 → |           |           |           |
| 形式     | デハ2700         | サハ2750  | サハ2750  | デハ2700  |
| 区分     | Mc               | T         | T         | Mc        |
| 車両番号 | 2705 2707        | 2752 2754 | 2753 2755 | 2705 2708 |

### 優等列車への運用と他系列転用
1963年（昭和38年）4月1日京王線は新宿駅が18メートル車7両編成対応ホームを備えた地下駅となり、5月2日からは17メートル級車両による5両編成が新宿 - 高幡不動間で走り出した。5両編成を組むために2700系は4月末に2600系を含めて編成を組み替えた。すでにヘッドライトの2灯化改造・パンタグラフ移設工事と同様に、昇圧後の同年8月に新型車5000系の増結車として導入される5070系3編成への機器流用と、ⓣの置き換え改造も始まっており、デハ2720、2723、2724が電装解除され、クハ2770形に編入された。
- デハ2720、2723、2724　→　クハ2785 - 2787

|          | ← 新宿東八王子 → |           |           |           |           |
| 形式     | デハ2600         | サハ2650  | デハ2600  | デハ2700  | クハ2770  |
| 区分     | Mc               | T         | Mc        | Mc        | Tc        |
| 車両番号 | 2603             | 2652      | 2604      | 2709      | 2787      |
| 形式     | デハ2700         | サハ2750  | デハ2700  | デハ2700  | クハ2770  |
| 区分     | Mc               | T         | Mc        | Mc        | Tc        |
| 車両番号 | 2703             | 2752      | 2704      | 2719      | 2779      |
| 形式     | クハ2770         | デハ2700  | デハ2700  | サハ2750  | デハ2700  |
| 区分     | Tc               | Mc        | Mc        | T         | Mc        |
| 車両番号 | 2778             | 2718      | 2701      | 2751      | 2702      |
| 形式     | クハ2770         | デハ2700  | デハ2600  | サハ2650  | デハ2600  |
| 区分     | Tc               | Mc        | Mc        | T         | Mc        |
| 車両番号 | 2772 2784        | 2712 2710 | 2609 2607 | 2655 2654 | 2606 2608 |
| 形式     | デハ2700         | サハ2750  | サハ2750  | デハ2700  | デハ2600  |
| 区分     | Mc               | T         | T         | Mc        | Mc        |
| 車輛番号 | 2707             | 2754      | 2755      | 2708      | 2610      |
| 形式     | デハ2700         | クハ2770  | クハ2770  | デハ2700  | デハ2600  |
| 区分     | Mc               | Tc        | Tc        | Mc        | Mc        |
| 車輛番号 | 2715             | 2775      | 2776      | 2716      | 2602      |

|          | ← 新宿東八王子 → |          |          |          |
| 形式     | デハ2600         | サハ2650 | デハ2600 | クハ2770 |
| 区分     | Mc               | T        | Mc       | Tc       |
| 車両番号 | 2601             | 2651     | 2605     | 2783     |

続いて8月4日の1500V昇圧に合わせ、デハ2707 - 2711、2714とクハ2777 - 2781、2784の2両編成6本が、2010系のデハ2023 - 2026・2073 - 2076を含む4両編成4本と共に、塗装を5000系と同じアイボリーに臙脂色帯に変更した。これは同年10月1日よりそれまで不定期だった特急の毎日運転を開始するにあたり、5000系だけでは運用を賄えないため、5000系と主電動機の出力程度しか違いのない2010系、そして5070系と同一性能の2700系で運用を補完するためであった。更にデハ2019 - 2020・2069 - 2070を含む編成についても、組み込んでいるⓣをⓉに代替してアイボリー塗装化することとなり、5070系に電装品を供出するデハ2700形のうち2両を中間車化し、もともと2010系2次車に準じた車体のサハ2754 - 2755と共に2010系サハに転用、2両はクハ2770形に編入した。
- デハ2717、2721　→　クハ2788、2790[注釈 34]
- デハ2715、2716　→　サハ2569、2519
- サハ2754、2755　→　サハ2570、2520

これらに加え、ヘッドライトの二灯化やパンタグラフ移設工事などもあって運用から離脱している車両も多かったことから、下記の昇圧直後の暫定編成表のように状況に応じて編成は組み換えが行われた。特にサハ2750形は、サハ2751が一時的に2600系に組み込まれて4両編成を組成し、ほかの4両は編成から外されて休車（予備車）になっていたりもした。
|          | ← 新宿東八王子 → |           |           |           |           |
| 形式     | デハ2600         | サハ2650  | デハ2600  | デハ2700  | クハ2770  |
| 区分     | Mc               | T         | Mc        | Mc        | Tc        |
| 車両番号 | 2601 2605        | 2651 2655 | 2602 2606 | 2701 2703 | 2771 2773 |
| 形式     | デハ2600         | サハ2650  | デハ2600  | クハ2770  | デハ2700  |
| 区分     | Mc               | T         | Mc        | Tc        | Mc        |
| 車両番号 | 2603 2607        | 2653 2657 | 2604 2608 | 2772 2774 | 2702 2704 |

|          | ← 新宿東八王子 → |          |          |          |
| 形式     | デハ2600         | サハ2650 | サハ2750 | デハ2600 |
| 区分     | Mc               | T        | T        | Mc       |
| 車両番号 | 2609             | 2655     | 2751     | 2610     |

12月に入ってホームの延長工事が完成し、6両編成の特急が新宿 - 京王八王子間をそれまでの急行より10分も早い40分で走るようになると、2700系も2010系、時には5000系の4連と連結して特急運用についた他、5070系とも連結した4両編成でも運用された。弱め界磁機能がなく車体が重い2600系が支線やローカル運用を中心とする中、元々軽量車でかつ弱め界磁機能追加で高速性能の向上した2700系は、グリーンのまま残っていた車両も2000系や2010系との混結で5両編成・6両編成を組んで本線運用で使用された。
5070系の増備による電装品供出は続き、1964年の秋にはデハ2722が電装解除され、翌1965年3月に就役する5070系3次車に電装品を供出した。デハ2722はⓣ代替のため1964年11月にはサハ2568に改造され、翌1965年の春には貫通路を広幅に改造したサハ2751 - 2753と共に2010系のサハとなった。これによりサハ2750形は形式消滅した。デハ2700形の数が16両まで減少したのに対し、クハ2770形は編入含めて19両になったため、組む相手のいない3両は、2600系の編成組み換えでねん出したデハ2600形と編成を組むようになった。
- デハ2722　→　サハ2568
- サハ2751 - 2753　→　サハ2567、2517、2518

|          | ← 新宿京王八王子 → | ← 新宿京王八王子 → | ← 新宿京王八王子 → | ← 新宿京王八王子 → | ← 新宿京王八王子 → | ← 新宿京王八王子 → | 備考           |
| 形式     | クハ2770           | デハ2700           | デハ2010           | サハ2550           | サハ2500           | デハ2060           | アイボリー塗装 |
| 区分     | Tc                 | Mc                 | Mc                 | T                  | T                  | Mc                 | アイボリー塗装 |
| 車両番号 | 2778 2780 2784     | 2708 2710 2714     | 2025 2023 2021     | 2575 2573 2571     | 2525 2523 2521     | 2075 2073 2071     | アイボリー塗装 |
| 形式     | デハ2700           | クハ2770           | デハ2010           | サハ2550           | サハ2500           | デハ2060           | アイボリー塗装 |
| 区分     | Tc                 | Mc                 | Mc                 | T                  | T                  | Mc                 | アイボリー塗装 |
| 車両番号 | 2707 2709 2711     | 2777 2779 2781     | 2026 2024 2022     | 2576 2574 2572     | 2526 2524 2522     | 2076 2074 2072     | アイボリー塗装 |
| 形式     | クハ2770           | デハ2700           | デハ2010           | サハ2550           | サハ2500           | デハ2060           | グリーン塗装   |
| 区分     | Tc                 | Mc                 | Mc                 | T                  | T                  | Mc                 | グリーン塗装   |
| 車輛番号 | 2782               | 2712               | 2017               | 2567               | 2517               | 2067               | グリーン塗装   |

|          | ← 新宿京王八王子 → | ← 新宿京王八王子 → | ← 新宿京王八王子 → | ← 新宿京王八王子 →       | ← 新宿京王八王子 → | 備考         |
| 形式     | デハ2700           | クハ2770           | デハ2010           | サハ2550                 | デハ2060           | グリーン塗装 |
| 区分     | Mc                 | Tc                 | Mc                 | ｔ                       | Mc                 | グリーン塗装 |
| 車両番号 | 2705 2713 2719     | 2775 2783 2787     | 2011 2013 2015     | 2551 2553 2555           | 2061 2063 2065     | グリーン塗装 |
| 形式     | クハ2770           | デハ2700           | デハ2010           | サハ2550                 | デハ2060           | グリーン塗装 |
| 区分     | Tc                 | Mc                 | Mc                 | ｔ                       | Mc                 | グリーン塗装 |
| 車両番号 | 2776 2788          | 2706 2718          | 2012 2014          | 2552 2554                | 2062 2064          | グリーン塗装 |
| 形式     | デハ2700           | クハ2770           | デハ2000           | サハ2500 または サハ2550 | デハ2050           | グリーン塗装 |
| 区分     | Mc                 | Tc                 | Mc                 | ｔ                       | Mc                 | グリーン塗装 |
| 車輛番号 | 2701 2703          | 2771 2773          | 2001 2003          | 2562 2510                | 2051 2053          | グリーン塗装 |
| 形式     | クハ2770           | デハ2700           | デハ2000           | サハ2500 または サハ2550 | デハ2050           | グリーン塗装 |
| 区分     | Tc                 | Mc                 | Mc                 | ｔ                       | Mc                 | グリーン塗装 |
| 車輛番号 | 2772 2774          | 2702 2704          | 2002 2004          | 2512 2509                | 2051 2053          | グリーン塗装 |
| 形式     | クハ2770           | デハ2600           | デハ2000           | サハ2550                 | デハ2050           | グリーン塗装 |
| 区分     | Tc                 | Mc                 | Mc                 | ｔ                       | Mc                 | グリーン塗装 |
| 車輛番号 | 2790 2786          | 2608 2610          | 2006 2008          | 2559 2561                | 2056 2058          | グリーン塗装 |
| 形式     | デハ2600           | クハ2770           | デハ2000           | サハ2500                 | デハ2050           | グリーン塗装 |
| 区分     | Mc                 | Tc                 | Mc                 | ｔ                       | Mc                 | グリーン塗装 |
| 車輛番号 | 2609               | 2785               | 2006               | 2511                     | 2056               | グリーン塗装 |

また1965年の夏より、京王はグリーン塗装の色をライトグリーンからより明るいスタンリッドライトグリーン（萌黄色）に変更することを決め、2700系もグリーン塗装の車両について塗り替えが始まった。この塗り替えに際してデハ2705、2706、2712とクハ2775、2776、2782はアイボリー塗装化され、2010系と6両編成を組み、急行や快速など優等列車をメインに運用された。
また5070系への電装品流用とⓣ代替のための転用改造も行われ、1966年の2月から3月にかけてデハ2両と1963年に電装解除されてクハ2770形に編入された2両が、続いて9月にはそれまでアイボリー塗装だったデハ2714を含む2両が改造され、サハ2500形・2550形へ編入された。
- デハ2713、2714、2718、2719　→　サハ2514、2564、2565、2566
- クハ2785、2788[注釈 38]　→　サハ2516、2515

京王の車両運用政策上の都合から、デハ2700形のデハ5070形への電装品流用はこの1966年までに製造された12両で終了し、デハ2700形は12両体制になった。また5000系・5070系がこの年の増備車より、高尾線開通に伴う分割特急運用に対応した連結器の変更や、ブレーキ方式の電磁自動空気ブレーキ(ARSE-D)から電磁直通ブレーキ（HSC-DもしくはHSC）への変更を実施したことによって、2700系と5000系・5070系の混結は見られなくなった。
|          | ← 新宿京王八王子・高尾山口 → | ← 新宿京王八王子・高尾山口 → | ← 新宿京王八王子・高尾山口 → | ← 新宿京王八王子・高尾山口 → | ← 新宿京王八王子・高尾山口 → | ← 新宿京王八王子・高尾山口 → | 備考           |
| 形式     | クハ2770                     | デハ2700                     | デハ2010                     | サハ2550                     | サハ2500                     | デハ2060                     | アイボリー塗装 |
| 区分     | Tc                           | Mc                           | Mc                           | T                            | T                            | Mc                           | アイボリー塗装 |
| 車両番号 | 2776 2778 2780 2782          | 2706 2708 2710 2712          | 2026 2024 2020 2022          | 2576 2574 2570 2572          | 2526 2524 2520 2522          | 2076 2074 2070 2072          | アイボリー塗装 |
| 形式     | デハ2700                     | クハ2770                     | デハ2010                     | サハ2550                     | サハ2500                     | デハ2060                     | アイボリー塗装 |
| 区分     | Tc                           | Mc                           | Mc                           | T                            | T                            | Mc                           | アイボリー塗装 |
| 車両番号 | 2705 2707 2709 2711          | 2775 2777 2779 2781          | 2025 2023 2019 2021          | 2575 2573 2569 2571          | 2525 2523 2519 2521          | 2075 2073 2069 2071          | アイボリー塗装 |
| 形式     | クハ2770                     | デハ2700                     | デハ2700                     | クハ2770                     | クハ2770                     | デハ2700                     | グリーン塗装   |
| 区分     | Tc                           | Mc                           | Mc                           | Tc                           | Tc                           | Mc                           | グリーン塗装   |
| 車輛番号 | 2774                         | 2704                         | 2703                         | 2773                         | 2772                         | 2702                         | グリーン塗装   |
| 形式     | デハ2700                     | クハ2770                     | デハ2600                     | サハ2650                     | サハ2650                     | デハ2600                     | グリーン塗装   |
| 区分     | Mc                           | Tc                           | Mc                           | T                            | T                            | Mc                           | グリーン塗装   |
| 車輛番号 | 2701                         | 2771                         | 2605                         | 2653                         | 2651                         | 2602                         | グリーン塗装   |
| 形式     | デハ2600                     | クハ2770                     | デハ2600                     | サハ2650                     | クハ2770                     | デハ2600                     | グリーン塗装   |
| 区分     | Mc                           | Tc                           | Mc                           | T                            | Tc                           | Mc                           | グリーン塗装   |
| 車輛番号 | 2609                         | 2787                         | 2607                         | 2654                         | 2784                         | 2604                         | グリーン塗装   |
| 形式     | クハ2770                     | デハ2600                     | デハ2600                     | サハ2650                     | サハ2650                     | デハ2600                     | グリーン塗装   |
| 区分     | Tc                           | Mc                           | Mc                           | T                            | T                            | Mc                           | グリーン塗装   |
| 車輛番号 | 2786                         | 2610                         | 2603                         | 2652                         | 2655                         | 2606                         | グリーン塗装   |

|          | ← 新宿京王八王子・高尾山口 → | ← 新宿京王八王子・高尾山口 → | ← 新宿京王八王子・高尾山口 → | ← 新宿京王八王子・高尾山口 → | 備考         |
| 形式     | デハ2600                     | クハ2770                     | クハ2770                     | デハ2600                     | グリーン塗装 |
| 区分     | Mc                           | Tc                           | Tc                           | Mc                           | グリーン塗装 |
| 車両番号 | 2601                         | 2783                         | 2790                         | 2608                         | グリーン塗装 |

急行や快速など優等列車をメインに運用されたアイボリー塗装車だったが、5000系の増備が進み、1968年度導入車より冷房を搭載して既存車も改造を開始したこと、同年11月より優等列車の7両運用を始めて同系列の運用に統一されたため、1968年末のデハ2707 - クハ2773を皮切りにグリーン塗装に塗り替えを始めた。これは1971年5月までに完了している。更に6両が残存していたⓣを1968年末に廃車し、2600系と編成していた制御車5両にクハ2771を加えた6両を中間車に改造、1969年1月付でサハ2500形・2550形へ編入して一連の転用が終了した。
- クハ2771、2783、2784、2786、2787、2790[注釈 38]　→　サハ2512（2代）、2513、2562（2代）、2561（2代）、2511（2代）、2563

最終的に2700系として残ったのは23両（デハ2701 - 2712、クハ2772 - 2782）となり、デハ2701以外は車号末尾を揃えたMc-Tcの2両編成に整理されたが、すでに京王線の運用は6両編成が主体となっていたことから、翌1970年にデハ2706以降の偶数番号車と、2700系単独で編成を組む際に中間になっていたデハ2703・デハ2704に対し、サハ化改造と同様の手法で中間車化改造が行なわれ、2700系は次のような編成で運用されることとなった。
- 2両＋2010系4両で貫通6両編成×4本[注釈 40]
- 4両×1本：2700系のみの貫通4両編成。京王八王子側に下記の2連クハ2772 - デハ2702[30]、もしくはデハ2008 - デハ2058[72]を連結した6両で運用
- 2両×5本：2010系4連の八王子側に連結して使用される。デハ2700 - クハ2770が4本・クハ2770 - デハ2770が1本
- デハ2701：貫通路を閉鎖して2600系3両編成と連結し、高尾線や動物園線のローカル運用をメインに使用。

|          | ← 新宿京王八王子・高尾山口・ 京王よみうりランド → |                     |                     |                     |                     |                     |
| 形式     | クハ2770                                          | デハ2700            | デハ2010            | サハ2550            | サハ2500            | デハ2060            |
| 区分     | Tc                                                | M                   | M                   | T                   | T                   | Mc                  |
| 車両番号 | 2776 2778 2780 2782                               | 2706 2708 2710 2712 | 2012 2024 2020 2026 | 2562 2574 2570 2576 | 2512 2524 2520 2526 | 2062 2074 2070 2076 |

|          | ← 新宿京王八王子・高尾山口・ 京王よみうりランド → |          |          |          |          |          |
| 形式     | クハ2770                                          | デハ2700 | デハ2700 | クハ2770 | クハ2770 | デハ2700 |
| 区分     | Tc                                                | M        | M        | Tc       | Tc       | Mc       |
| 車輛番号 | 2774                                              | 2704     | 2703     | 2773     | 2772     | 2702     |

|          | ← 新宿京王八王子・高尾山口・ 京王よみうりランド → |                     |                     |                     |                     |                     |
| 形式     | デハ2010                                          | サハ2550            | サハ2500            | デハ2060            | クハ2770            | デハ2700            |
| 区分     | Mc                                                | T                   | T                   | Mc                  | Mc                  | Tc                  |
| 車輛番号 | 2011 2023 2025 2021                               | 2561 2573 2575 2571 | 2511 2523 2525 2521 | 2061 2073 2075 2071 | 2705 2707 2709 2711 | 2775 2777 2779 2761 |

|          | ← 新宿京王八王子・高尾山口・ 京王よみうりランド → |          |          |          |
| 形式     | デハ2700                                          | デハ2600 | サハ2650 | デハ2600 |
| 区分     | Mc                                                | Mc       | T        | Mc       |
| 車両番号 | 2701                                              | 2609     | 2655     | 2610     |

1972年に京王線は20メートル車の6000系が登場し、2700系を含めたグリーン車はほぼ普通列車の運用にのみ使われるようになった。この時期になると編成の組み換えがめったに行われなくなり、2010系の八王子側に連結されていた2700系4本に対しても運転台の撤去・中間車化改造は検討されたものの実施されず、向かい合う運転台の機器一部撤去のみで終了している。

### 終焉

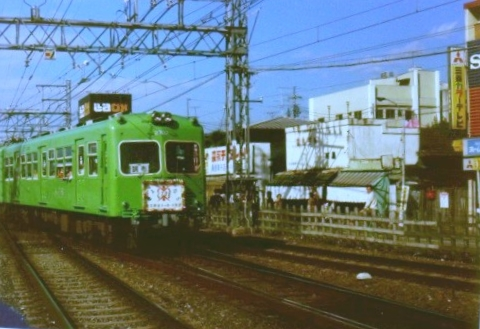
さよなら運転での2700系（1981年、調布駅にて撮影）

6000系の増備で1977年12月1日付で2600系が全廃された際、デハ2609 - サハ2655 - デハ2610と編成していたデハ2701、さらに平日の競馬場支線を単独の2両編成で運用されることが主になっていたクハ2772 - デハ2702が廃車された。続いて1979年11月16日付でクハ2774 - デハ2704 - デハ2703 - クハ2773の4両編成とMc - Tc2両編成のうちデハ2711 - クハ2781以外の3本が廃車となった。
2010系と貫通6両を組んでいる4編成も、1981年2月20日付でクハ2776 - デハ2706、クハ2708 - デハ2778の4両が編成から外され、クハ2781と一緒に廃車された。
最後まで残った4両のうち、クハ2782 - デハ2712は編成を組む2010系デハ2026編成との6連で1981年11月8日に京王相模原線調布駅 - 京王多摩センター駅間でさよなら運転を実施。この運転後に4両とも2010系との連結を解除して廃車となった。
|          | ← 新宿・調布京王八王子・高尾山口・京王多摩センター → |          |          |          |          |          |
| 形式     | クハ2770                                             | デハ2700 | デハ2010 | サハ2550 | サハ2500 | デハ2060 |
| 区分     | Tc                                                   | M        | M        | T        | T        | Mc       |
| 車両番号 | 2782                                                 | 2712     | 2026     | 2576     | 2526     | 2076     |

このうち、さよなら運転の先頭車だったクハ2782は、1990年7月の時点では運転台側の車体半分が藤沢市内の解体業者に物置として転用されていた（現状は不明）他は、後述するデハ2711を除き解体された。
なお本系列の廃車後も、2010系のサハに改造された車両のうち4両が1984年まで残っていた。またデハ2713 - 2724がデハ5100形（5101 - 5112）に供出した制御器ES-556Bは、伊予鉄道700系・銚子電鉄3000形となった同グループが2023年現在でも使用している。

## デワ220形
デハ2711は運用離脱後、若葉台検車区でしばらく保管された後に事業用車に改造され、デワ220形221となった。改造点は下記の通りである。
- 元の連結面側（八王子方）に運転台を設置。乗務員室扉は設けておらず、正面窓下にシールドビーム前照灯・尾灯を2つずつ取り付けている[81]。
- パンタグラフを新設運転台側（八王子方）から既設運転台側（新宿方）に移設し、京王線入線当時の位置に。なお八王子方パンタ台跡にはベンチレーターがない。
- 外部塗色を灰色に警戒色の黄帯に変更。
- 台車をNA-4AからTS-101に変更[38][82][注釈 45]。

1982年からデニ201と共に深夜の工事用車両の牽引、桜上水工場での入換車などに使われていたが、使用期間は短く1986年3月16日付で廃車・解体されている。

## 車歴
- 下記車歴表は飯島(1955)、京王帝都レールファンクラブ(1965)及び(1967)、合葉・猪俣(1973)、藤田(2014)、宮下(2019)、鈴木(2019)の各資料を参照した。

デハ2700形
| 車号     | 製造年月   | 製造所   | 改造1    | 改造年月   | 改造2    | 改造年月  | 廃車年月       |
| -------- | ---------- | -------- | -------- | ---------- | -------- | --------- | -------------- |
| デハ2701 | 1953年3月  | 日本車輛 |          |            |          |           | 1977年12月1日  |
| デハ2702 | 1953年3月  | 日本車輛 |          |            |          |           | 1977年12月1日  |
| デハ2703 | 1953年3月  | 日本車輛 | M化      | 1970年3月  |          |           | 1979年11月16日 |
| デハ2704 | 1953年3月  | 日本車輛 | M化      | 1970年3月  |          |           | 1979年11月16日 |
| デハ2705 | 1953年3月  | 日本車輛 |          |            |          |           | 1979年11月16日 |
| デハ2706 | 1953年3月  | 日本車輛 | M化      | 1970年3月  |          |           | 1981年2月20日  |
| デハ2707 | 1953年10月 | 日本車輛 |          |            |          |           | 1979年11月16日 |
| デハ2708 | 1953年10月 | 日本車輛 | M化      | 1970年3月  |          |           | 1981年2月20日  |
| デハ2709 | 1953年10月 | 日本車輛 |          |            |          |           | 1979年11月16日 |
| デハ2710 | 1953年10月 | 日本車輛 | M化      | 1970年3月  |          |           | 1981年12月4日  |
| デハ2711 | 1953年10月 | 日本車輛 | デワ221  | 1982年1月  |          |           | 1986年3月10日  |
| デハ2712 | 1953年10月 | 日本車輛 | M化      | 1970年3月  |          |           | 1981年12月4日  |
| デハ2713 | 1953年10月 | 日本車輛 | サハ2514 | 1966年10月 |          |           | 1981年2月20日  |
| デハ2714 | 1953年10月 | 日本車輛 | サハ2564 | 1966年10月 |          |           | 1981年2月20日  |
| デハ2715 | 1953年12月 | 東急車輛 | サハ2569 | 1964年2月  |          |           | 1981年2月20日  |
| デハ2716 | 1953年12月 | 東急車輛 | サハ2519 | 1964年2月  |          |           | 1981年2月20日  |
| デハ2717 | 1953年12月 | 東急車輛 | クハ2788 | 1964年2月  | サハ2516 | 1966年6月 | 1981年2月20日  |
| デハ2718 | 1953年12月 | 東急車輛 | サハ2565 | 1966年6月  |          |           | 1981年2月20日  |
| デハ2719 | 1953年12月 | 東急車輛 | サハ2566 | 1966年6月  |          |           | 1981年2月20日  |
| デハ2720 | 1953年12月 | 東急車輛 | クハ2785 | 1964年2月  | サハ2515 | 1966年6月 | 1981年2月20日  |
| デハ2721 | 1956年9月  | 東急車輛 | クハ2790 | 1964年2月  | サハ2563 | 1969年1月 | 1984年3月30日  |
| デハ2722 | 1956年9月  | 東急車輛 | サハ2568 | 1965年9月  |          |           | 1981年2月20日  |
| デハ2723 | 1956年9月  | 東急車輛 | クハ2786 | 1964年2月  | サハ2561 | 1969年1月 | 1981年12月4日  |
| デハ2724 | 1956年9月  | 東急車輛 | クハ2787 | 1964年2月  | サハ2511 | 1969年1月 | 1981年12月4日  |

サハ2750形
| 車号     | 製造年月  | 製造所   | 改造     | 改造年月  | 廃車年月      |
| -------- | --------- | -------- | -------- | --------- | ------------- |
| サハ2751 | 1953年3月 | 東急車輛 | サハ2567 | 1965年9月 | 1981年2月20日 |
| サハ2752 | 1953年3月 | 東急車輛 | サハ2517 | 1965年9月 | 1981年2月20日 |
| サハ2753 | 1953年3月 | 東急車輛 | サハ2518 | 1965年9月 | 1981年2月20日 |
| サハ2754 | 1962年1月 | 東横車輛 | サハ2570 | 1964年2月 | 1984年3月16日 |
| サハ2755 | 1962年1月 | 東横車輛 | サハ2520 | 1964年2月 | 1984年3月16日 |

クハ2770形
| 車号     | 製造年月   | 製造所   | 改造     | 改造年月  | 廃車年月       |
| -------- | ---------- | -------- | -------- | --------- | -------------- |
| クハ2771 | 1954年11月 | 東急車輛 | サハ2512 | 1969年1月 | 1981年12月4日  |
| クハ2772 | 1954年11月 | 東急車輛 |          |           | 1977年12月1日  |
| クハ2773 | 1954年11月 | 東急車輛 |          |           | 1979年11月16日 |
| クハ2774 | 1954年11月 | 東急車輛 |          |           | 1979年11月16日 |
| クハ2775 | 1954年11月 | 東急車輛 |          |           | 1979年11月16日 |
| クハ2776 | 1954年11月 | 東急車輛 |          |           | 1981年2月20日  |
| クハ2777 | 1954年11月 | 東急車輛 |          |           | 1979年11月16日 |
| クハ2778 | 1956年9月  | 東急車輛 |          |           | 1981年2月20日  |
| クハ2779 | 1956年9月  | 東急車輛 |          |           | 1979年11月16日 |
| クハ2780 | 1956年9月  | 東急車輛 |          |           | 1981年12月4日  |
| クハ2781 | 1956年9月  | 東急車輛 |          |           | 1981年2月20日  |
| クハ2782 | 1956年9月  | 東急車輛 |          |           | 1981年12月4日  |
| クハ2783 | 1956年9月  | 東急車輛 | サハ2513 | 1969年1月 | 1984年3月30日  |
| クハ2784 | 1956年9月  | 東急車輛 | サハ2562 | 1969年1月 | 1981年12月4日  |

### 書籍
- 鈴木洋『【RM LIBRARY 146】京王5000系の時代　ファンの目から見た33年』株式会社ネコ・パブリッシング、2011年10月1日。ISBN 978-4-7770-5316-2。
- 鈴木洋『【RM LIBRARY 163】京王線グリーン車の時代』株式会社ネコ・パブリッシング、2013年3月31日。ISBN 978-4-7770-5339-1。
- 宮下洋一 編『鉄道車輌ガイド Vol.30 京王帝都のグリーン車』株式会社ネコ・パブリッシング、2019年5月1日。ISBN 978-4-7770-2350-9。

### 雑誌記事
- 『鉄道ピクトリアル アーカイブスセレクション9 京王電鉄 1950-60』、鉄道図書刊行会、2005-08-10 2005 エラー: 日付が正しく記入されていません。（説明）。
  - p.44-55 飯島正資「私鉄車両めぐり　京王帝都電鉄」※『鉄道ピクトリアル』第45号、第46号より再録
  - p.60-105 京王帝都レールファンクラブ[注釈 46]「私鉄車両めぐり(65)　京王帝都電鉄」※『鉄道ピクトリアル』第171号、第172号、第174号、第176号、第177号より再録
  - p.106-118 京王帝都レールファンクラブ「私鉄車両めぐり(72)　京王帝都電鉄　補遺」※『鉄道ピクトリアル』第197号より再録
  - p.120-123 日本車輛東京支店「高張力鋼を使った京王帝都電鉄2700形電動車」※『電気車の科学』1953年4月号より再録
  - p.144-153 読者短信に見る京王電鉄の記録 1950-1960
- 合葉博治、猪俣剛「私鉄車両めぐり(97)　京王帝都電鉄」『鉄道ピクトリアル』第278号、電気車研究会、1973年5月、62-72頁。
- 合葉博治「京王5000系物語（１）」『鉄道ファン』第268号、交友社、1983年8月、68-74頁。
- 益崎興紀「スジをたどる＝運転の変遷」『鉄道ピクトリアル』第422号、電気車研究会、1983年9月、32-40頁。
- 「京王線70周年・井の頭線50周年－それぞれの時代」『鉄道ピクトリアル』第422号、電気車研究会、1983年9月、41-61頁。
- 鉄道ピクトリアル編集部「京王帝都電鉄車両めぐり」『鉄道ピクトリアル』第422号、電気車研究会、1983年9月、121-135頁。
- 藤田吾郎「京王帝都の廃車体あれこれ」『鉄道ピクトリアル』第578号、電気車研究会、1993年7月、82-83頁。
- 藤田吾郎「京王帝都電鉄形式カタログ」『鉄道ピクトリアル』第578号、電気車研究会、1993年7月、169-192頁。
- 高橋孝一郎「京王特集　5000系物語」『鉄道ピクトリアル』第578号、電気車研究会、1993年7月、205-211頁。
- 藤田吾郎「【特集】京王電鉄　京王電鉄　主要車歴表（1992年4月現在）」『鉄道ピクトリアル』第578号、電気車研究会、1993年7月、243-257頁。
- 永井信弘「名車がんばる・京王5000系」『鉄道ファン』第408号、交友社、1995年4月、14-35頁。
- 手塚正雄「2600形　最後の活躍の頃」『鉄道ピクトリアル』第893号、電気車研究会、2014年8月、86-88頁。
- 高須清「【特集】京王電鉄　半世紀前の京王線　-軌道から高速鉄道へ変身する10年間-」『鉄道ピクトリアル』第893号、電気車研究会、2014年8月、121-125頁。
- 藤田吾郎「【特集】京王電鉄　京王電鉄　主要車歴表（2012年度末現在）」『鉄道ピクトリアル』第893号、電気車研究会、2014年8月、262-284頁。
- 鈴木洋「京王帝都電鉄　グリーン車を偲ぶ く第3話＞湘南顔の新参入！京王線デハ2700形」『とれいん』第531号、エリエイ出版部／プレス・アイゼンバーン、2019年3月、36-41頁。
- 鈴木洋「京王帝都電鉄　グリーン車を偲ぶ ＜第4話＞悲運の初カルダン車　京王線2000形」『とれいん』第533号、エリエイ出版部／プレス・アイゼンバーン、2019年3月、18-25頁。

### 電子資料
- “2022年京王ハンドブック　年表”.   京王電鉄 (2022年7月31日). 2022年9月15日閲覧。